# Otakar Kubín

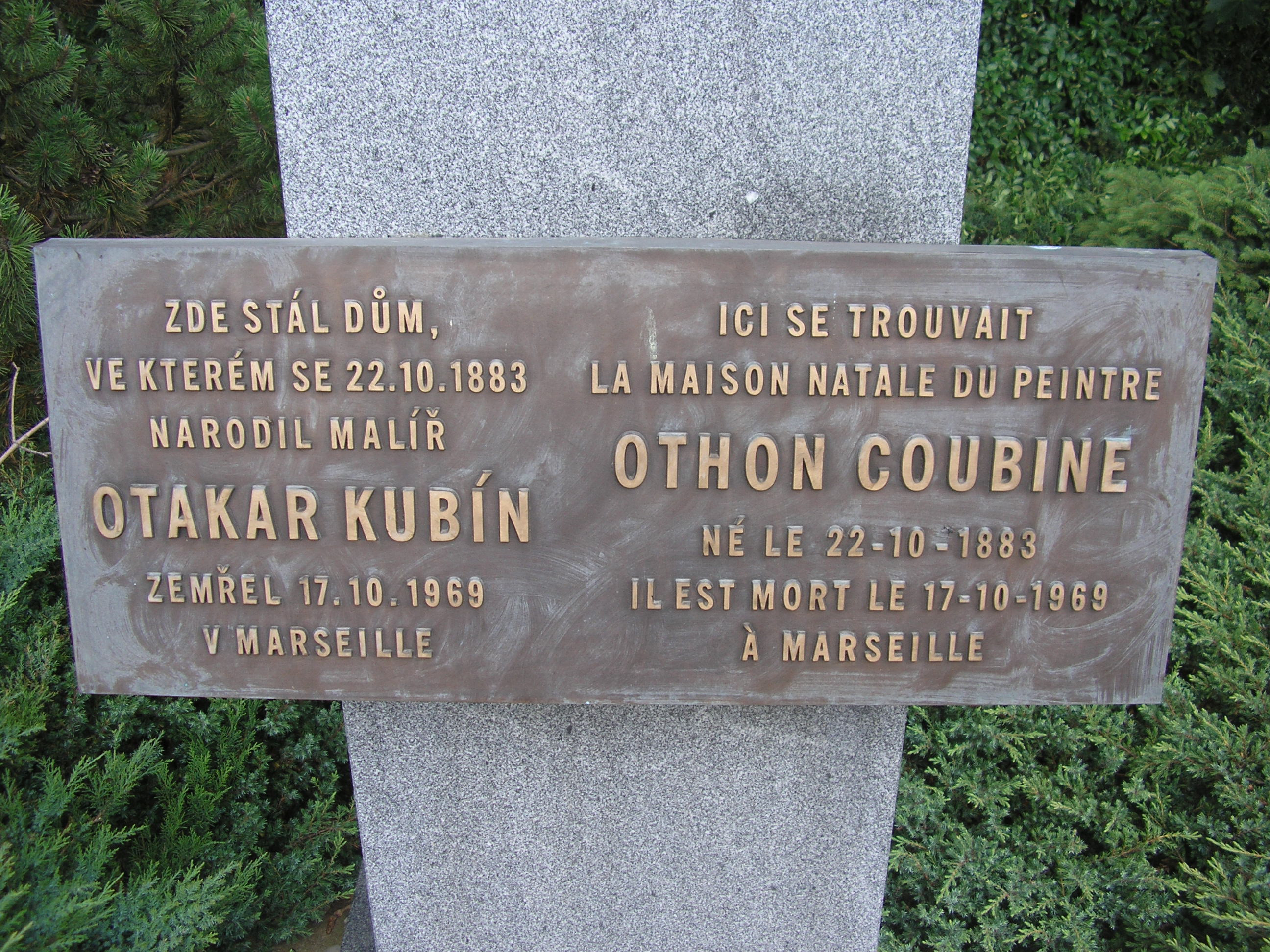
An das Geburtshaus in Boskovice erinnert diese Tafel

Otakar Kubín (* 22. Oktober 1883 in Boskovice; † 7. Oktober 1969 in Marseille; französische Namensform Othon Coubine; Grab in Apt) war ein tschechisch-französischer Maler, Grafiker und Bildhauer.

## Leben
Von 1898 bis 1900 besuchte Kubín die staatliche k.k. Fachschule für Steinbearbeitung und Bildhauerei in Horitz, anschließend absolvierte er bis 1904 die Akademie der Bildenden Künste in Prag. Er war Mitglied der tschechisch-deutschen Prager Künstlergruppe „Die Acht“ / „Osma“. Er arbeitete als Assistent an der Prager Kunstgewerbeschule und konnte 1913 beim Ersten Deutschen Herbstsalon in Berlin fünf Bilder ausstellen. 1912 ging er nach Frankreich, nahm den Namen Coubine an und wurde 1926 französischer Staatsbürger. Er gehörte dem Kunstverein Mánes an. 1952 kehrte er nach Boskowitz zurück, übersiedelte aber um 1964 erneut nach Frankreich, wo er der Kommunistischen Partei Frankreichs beitrat.
Seine Arbeiten werden hauptsächlich mit dem Impressionismus in Verbindung gebracht, aber auch als neoklassizistisch charakterisiert. Er wurde beeinflusst durch Kunst von Vincent van Gogh und Paul Gauguin. Er war mit Pablo Picasso befreundet.